# Thanh lương trà
Cây thanh lương trà hay cây hoa thu, thực quả, lê đá là tên gọi chung để chỉ các loài trong chi Sorbus với khoảng 100–200 loài cây gỗ và cây bụi trong phân họ Maloideae của họ Rosaceae. Số lượng chính xác các loài là điểm gây tranh cãi đáng kể giữa các học giả, do số lượng vi loài sinh sản vô tính được một số tác giả khác nhau coi như là các loài khác biệt, nhưng những tác giả khác lại gộp chúng lại thành các nhóm nhỏ chứa một số loài hạn chế hơn, cũng như phụ thuộc vào giới hạn định nghĩa chi này. Các xử lý gần đây chỉ xem xét chi Sorbus theo nghĩa hẹp (sensu stricto) và bao gồm chỉ các loài với lá hình lông chim của phân chi Sorbus, nâng cấp (có thể hợp nhất) một vài phân chi khác lên thành chi.
Khi xem xét theo nghĩa rộng (sensu lato), chi này được chia thành 2 phân chi chính và 3-4 phân chi phụ (với tên chi trong phân loại gần đây trong ngoặc):
- Sorbus phân chi Sorbus (chi Sorbus nghĩa hẹp), với lá kép thông thường không lông hay lớp lông mỏng ở mặt dưới lá; các lá noãn quả không hợp nhất; loài điển hình Sorbus aucuparia (thanh lương trà châu Âu). Phân bố: vùng ôn đới mát của Bắc bán cầu. Nó đồng nhất với chi Sorbus theo nghĩa hẹp.
- Sorbus phân chi Aria (chi Aria), với lá đơn thường có nhiều lông trắng ở mặt dưới; các lá noãn quả không hợp nhất; loài điển hình Sorbus aria (thanh lương trà thường). Phân bố: vùng ôn đới của châu Âu & châu Á.

- Sorbus phân chi Micromeles (chi Aria), một nhóm khác biệt chứa vài loài ở Đông Á (như Sorbus alnifolia, thanh lương trà Triều Tiên) với lá hẹp; bị nghi vấn là không khác biệt (và thường được hợp nhất) trong phân chi Aria. Phân bố: vùng ôn đới Đông Á.

- Sorbus phân chi Cormus (chi Cormus), với lá kép tương tự như phân chi Sorbus, nhưng với các lá noãn hợp nhất khác biệt trong quả. Chỉ chứa 1 loài là Sorbus domestica (thanh lương trà vườn). Phân bố: Bắc Phi, ôn đới ấm châu Âu, Tây Á.
- Sorbus phân chi Torminaria (chi Torminalis), với các lá xẻ thùy giống lá phong và các thùy nhọn đầu; các lá noãn quả không hợp nhất. Chỉ chứa 1 loài là Sorbus torminalis (thanh lương trà dại). Phân bố: vùng ôn đới châu Âu, kéo dài về phía nam tới vùng núi của Bắc Phi và về phía đông tới khu vực Kavkaz.
- Sorbus phân chi Chamaemespilus (chi Chamaemespilus), chứa 1 loài cây bụi là Sorbus chamaemespilus (sơn trà giả) với lá đơn không lông và hoa màu hồng có các lá đài và cánh hoa mọc thẳng. Phân bố: khu vực miền núi ở Nam Âu.
- Lai ghép là phổ biến trong chi, bao gồm nhiều dạng lai ghép giữa các phân chi; các dạng lai ghép này thường là dạng sinh sản vô tính, vì thế có khả năng sinh sản dòng vô tính từ hạt mà không có biến đổi nào. Điều này dẫn tới một lượng rất lớn các tiểu loài vô tính, cụ thể là tại miền tây châu Âu (bao gồm cả đảo Anh) và một phần của Trung Quốc.

## Rượu vang
Một loại rượu vang của Phần Lan gọi là Sorbus được tăng hương vị bằng quả thanh lương trà.

## Văn nghệ
Cây thanh lương trà đã đi vào thơ ca, nhạc họa, đã được coi như một phần không thể thiếu của thiên nhiên, văn hoá, đời sống dân tộc Xla-vơ nói chung và người dân Nga nói riêng. Cây thanh lương trà (tên chữ Nga: рябина / riabina) là đối tượng chính được chỉ đến trong bài hát tiếng Nga "Уральская рябинушка" (nghĩa là Cây thanh lương trà vùng U-ran) mà đa số khán thính giả Việt Nam vẫn quen gọi với cái tên cảm tính là bài hát "Cây thuỳ dương" .